# Гарсия V Фернандес Манрике де Лара
Гарси V Фернандес Манрике де Лара (исп. Garci V Fernández Manrique de Lara; ок. 1440, Вильялумбросо, Паленсия — июнь 1506, Монтеррей) — кастильский дворянин, 1-й канцлер Кастилии, 1-й маркиз Агилар-де-Кампоо (с 1482), 3-й граф де Кастаньеда (с 1493), 2-й сеньор Эстара, Вильянуэва-де-Гарамо, Сан-Мартин-де-Элинес и части Амуско.

## Биография
Сын Хуана Фернандеса Манрике де Лары (1398—1493), канцлера, генерал-капитана границы Хаэна, 2-го графа де Кастаньеда и сеньора Агилара, Сантильяны, Валье-де-Торансо, Буэльна и Сан-Висенте-де-Чукури, и его второй жены Каталины Энрикес де Рибера, дочери алькайда Пеньяфиэля Руя Переса де Риберы. Он был узаконен 5 января 1453 года королем Хуаном II, что позволило ему унаследовать наследственные владения и должности. Позже эта легитимность была подтверждена католическими монархами в 1480 году.
В 1484 году его отец основал два майората для двух своих сыновей. Тот, который он завещал Гарси, своему первенцу, включал графство Кастаньеда, Изар, Вильянуэва-дель-Рио, Картес и Агилар-де-Кампоо, а также другие поместья, такие как Вилья-де-Торансо, Игунья, Буэльна и другие владения.
Однако его первое упоминание относится к более раннему периоду. Так, в 1443 году его бабушка Альдонса Тельес оставила ему немного денег на воспитание. Через пять лет после его легитимации, в начале 1458 года, он был взят в заложники в Гранаде, пока семья заканчивала платить выкуп за его отца Хуана Манрике, который попал в засаду около 1456 года.
В 1467 году после Авильского фарса и второй битвы при Ольмедо Гарсия отправился в Медину-дель-Кампо с семьюдесятью всадниками, чтобы пополнить армию, собранную там королем Энрике IV. Он сделал это по поручению своего отца, который перешел на сторону монарха после поддержки инфанта Альфонсо Кастильского в 1465 году.
Начало Войны за кастильское наследство в 1475 году поставило Гарси V на сторону, поддерживавшую Изабеллу I Католичку, за что он участвовал со своими войсками в осаде Торо против португальцев (занявших место во имя Хуаны Бельтранехи). В том же году, кроме того, он получил от своего отца должность канцлера Кастилии (хотя и с оговоркой о смещениях).
С восхождением на престол католических монархов в 1482 году Гарсия Фернандес Манрике де Лара был назначен 1-м маркизом Агилар-де-Кампоо и активно участвовал в кампании против последних мусульманских крепостей в Андалусии. Таким образом, в 1487 году он отправил войска для христианского завоевания Велес-Малаги и Малаги, а в 1489 году он присутствовал при осаде Басы, руководя одним из батальонов. Он также участвовал в осаде и взятии Гранады, обстоятельство, при котором его подпись задокументирована в привилегии о капитуляции от 30 декабря 1491 года.
После этих военных операций Луис де Салазар-и-Кастро говорит, что Гарси удалился на свои земли «и остался там». Однако после смерти Изабеллы Католички в 1504 году Гарси V присоединился к дворянской стороне, которая выступала против назначения её супруга, короля Арагона Фердинанда губернатором Кастилии. В этом контексте 26 апреля 1506 года он был в Ла-Корунье, чтобы принять королеву Хуану и её мужа Филиппа Красивого, которые возвращались на полуостров из Фландрии, чтобы взять на себя управление королевством.
Он умер в один из июньских дней того же 1506 года в галисийском городке Монтеррей, провинция Оренсе. Его останки были захоронены в монастыре Ла-Тринидад в Бургосе.

## Брак и потомство
Гарси V Фернандес Манрике де Лара был женат трижды. Его первой женой была Беатрис де Веласко, сестра Бернардино и Иньиго Фернандес де Веласко, констеблей Кастилии и герцогов Фриас. Первый брак оказался бездетным.
В 1467 году он женился на Бразайде де Алмада-и-Кастро, дочери Хуана Васа де Алмада, богатого человека Португалии, ведора короля Португалии Афонсу V, сеньора Перейры. От этого брака родились:
- Хуан, умерший в молодом возрасте
- Луис (? — 28 августа 1534), 2-й маркиз Агилар-де-Кампоо, 4-й граф де Кастаньеда и главный канцлер. Был женат на Анне Пиментель и Энрикес де Гусман (внучке по отцовской линии 3-го графа Бенавенте и внучке по материнской линии 1-го герцога Альба).
- Каталина, придворная дама королевы Изабеллы Католички, замужем за Педро Лопесом де Аяла-и-Каррильо, 3-м графом Фуэнсалида
- Альдонса, вышедшая замуж за Гонсало Руис де ла Вега, рыцаря Ордена Сантьяго в 1510 году.
- Анна, ставшая настоятельницей монастыря Санта-Клара-де-Агилар-де-Кампоо.

В 1480 году его третьей женой стала Леонор Пиментель, дочь Алонсо Пиментель-и-Энрикес, 3-го графа Бенавенте, от брака с которой детей у него не было.
Помимо законных детей от второго брака, он был отцом:
- Бернардо (+ 25 сентября 1564), ректор колледжа Сан-Грегорио в Вальядолиде и епископ Малаги.
- Альдонса, дочь от связи с Анной де Бустаманте, которая вышла замуж за Антонио де Менесеса, старейшину Вильяверде в Медина-дель-Кампо и рыцаря Ордена Сантьяго.